# Canada ai Giochi della XXXII Olimpiade
Il Canada ha partecipato ai Giochi della XXXII Olimpiade, che si sono svolti a Tokyo, in Giappone, dal 23 luglio all'8 agosto 2021 (inizialmente previsti dal 24 luglio al 9 agosto 2020 ma posticipati per la pandemia di COVID-19) con trecentottantuno atleti, centoquarantotto uomini e duecentotrentatre donne.
Si è trattata della ventisettesima partecipazione di questo paese ai Giochi estivi.

## Medaglie

### Medagliere per disciplina
| Sport             | Oro | Argento | Bronzo | Totale |
| ----------------- | --- | ------- | ------ | ------ |
| Atletica leggera  | 2   | 2       | 2      | 6      |
| Nuoto             | 1   | 3       | 2      | 6      |
| Ciclismo          | 1   | 0       | 1      | 2      |
| Canottaggio       | 1   | 0       | 1      | 2      |
| Calcio            | 1   | 0       | 0      | 1      |
| Sollevamento pesi | 1   | 0       | 0      | 1      |
| Canoa/kayak       | 0   | 1       | 1      | 2      |
| Tuffi             | 0   | 1       | 0      | 1      |
| Judo              | 0   | 0       | 2      | 2      |
| Softball          | 0   | 0       | 1      | 1      |
| Totale            | 7   | 7       | 10     | 24     |

### Medaglie d'oro
| Medaglia | Nome | Sport             | Evento                       |
| -------- | --- | ----------------- | ---------------------------- |
| Oro      | Margaret MacNeil | Nuoto             | 100 metri farfalla femminili |
| Oro      | Maude Charron | Sollevamento pesi | 64 kg femminile              |
| Oro      | Susanne Grainger Kasia Gruchalla-Wesierski Madison Mailey Sydney Payne Andrea Proske Lisa Roman Christine Roper Avalon Wasteneys Kristen Kit | Canottaggio       | Otto femminile               |
| Oro      | Andre De Grasse | Atletica          | 200 metri piani maschili     |
| Oro      | Damian Warner | Atletica          | Decathlon                    |
| Oro      | Canada: Janine Beckie Kadeisha Buchanan Gabrielle Carle Jessie Fleming Vanessa Gilles Julia Grosso Jordyn Huitema Stephanie Labbé Ashley Lawrence Adriana Leon Erin McLeod Nichelle Prince Quinn Jayde Riviere Deanne Rose Sophie Schmidt Desiree Scott Kailen Sheridan Christine Sinclair Evelyne Viens Shelina Zadorsky | Calcio            | Torneo femminile             |
| Oro      | Kelsey Mitchell | Ciclismo          | Velocità femminile           |

### Medaglie d'argento
| Medaglia | Nome                                                                    | Sport       | Evento                         |
| -------- | ----------------------------------------------------------------------- | ----------- | ------------------------------ |
| Argento  | Kayla Sanchez Margaret MacNeil Taylor Ruck Rebecca Smith Penny Oleksiak | Nuoto       | 4x100m stile libero femminile  |
| Argento  | Jennifer Abel Mélissa Citrini-Beaulieu                                  | Tuffi       | Trampolino 3m sincro femminile |
| Argento  | Kylie Masse                                                             | Nuoto       | 100m dorso femminili           |
| Argento  | Kylie Masse                                                             | Nuoto       | 200m dorso femminili           |
| Argento  | Laurence Vincent Lapointe                                               | Canoa/kayak | C1 200 metri femminile         |
| Argento  | Jerome Blake Aaron Brown Andre De Grasse Brendon Rodney                 | Atletica    | Staffetta 4×100m maschile      |
| Argento  | Mohammed Ahmed                                                          | Atletica    | 5000m piani maschili           |

### Medaglie di bronzo
| Medaglia | Nome | Sport       | Evento                                |
| -------- | --- | ----------- | ------------------------------------- |
| Bronzo   | Jessica Klimkait | Judo        | 57 kg femminile                       |
| Bronzo   | Jenna Caira Emma Entzminger Larissa Franklin Jennifer Gilbert Sara Groenewegen Kelsey Harshman Victoria Hayward Danielle Lawrie Janet Leung Joey Lye Erika Polidori Kaleigh Rafter Lauren Bay-Regula Jennifer Salling Natalie Wideman | Softball    | Torneo femminile                      |
| Bronzo   | Catherine Beauchemin-Pinard | Judo        | 63 kg femminile                       |
| Bronzo   | Penny Oleksiak | Nuoto       | 200m stile libero femminili           |
| Bronzo   | Caileigh Filmer Hillary Janssens | Canottaggio | 2 senza femminile                     |
| Bronzo   | Kayla Sanchez Margaret MacNeil Kylie Masse Sydney Pickrem Taylor Ruck Penny Oleksiak | Nuoto       | Staffetta 4x100 metri misti femminile |
| Bronzo   | Andre De Grasse | Atletica    | 100 metri piani maschili              |
| Bronzo   | Lauriane Genest | Ciclismo    | Keirin femminile                      |
| Bronzo   | Evan Dunfee | Atletica    | Marcia 50 km                          |
| Bronzo   | Katie Vincent Laurence Vincent Lapointe | Atletica    | C2 500 metri femminile                |

## Delegazione
| Sport                | Uomini | Donne | Totale |
| -------------------- | ------ | ----- | ------ |
| Arrampicata sportiva | 1      | 1     | 2      |
| Atletica leggera     | 24     | 33    | 57     |
| Badminton            | 4      | 4     | 8      |
| Beach volley         | 0      | 4     | 4      |
| Calcio               | 0      | 22    | 22     |
| Canoa                | 10     | 8     | 18     |
| Canottaggio          | 9      | 20    | 29     |
| Ciclismo             | 11     | 13    | 24     |
| Equitazione          | 2      | 4     | 6      |
| Ginnastica           | 1      | 6     | 7      |
| Golf                 | 2      | 2     | 4      |
| Hpckey su prato      | 16     | 0     | 16     |
| Judo                 | 3      | 3     | 6      |
| Karate               | 1      | 0     | 1      |
| Lotta                | 2      | 2     | 4      |
| Nuoto                | 10     | 16    | 26     |
| Nuoto artistico      | -      | 8     | 8      |
| Pallacanestro        | 0      | 12    | 12     |
| Pallanuoto           | 0      | 13    | 13     |
| Pallavolo            | 12     | 0     | 12     |
| Pugilato             | 1      | 4     | 5      |
| Rugby a 7            | 13     | 13    | 26     |
| Scherma              | 6      | 5     | 11     |
| Skateboard           | 3      | 1     | 4      |
| Softball             | -      | 15    | 15     |
| Sollevamento pesi    | 1      | 4     | 5      |
| Taekwondo            | 0      | 2     | 2      |
| Tennis               | 1      | 3     | 4      |
| Tennistavolo         | 2      | 1     | 3      |
| Tiro                 | 0      | 1     | 1      |
| Tiro con l'arco      | 1      | 1     | 2      |
| Tuffi                | 4      | 6     | 10     |
| Vela                 | 5      | 4     | 9      |
| Totale               | 148    | 233   | 381    |

## Arrampicata sportiva
| Atleta      | Evento         | Qualificazione | Qualificazione | Qualificazione | Qualificazione | Qualificazione | Qualificazione | Qualificazione | Qualificazione | Qualificazione | Qualificazione | Finale          | Finale          | Finale          | Finale          | Finale          | Finale          | Finale          | Finale          | Finale          | Finale |
| Atleta      | Evento         | Speed          | Speed          | Speed          | Lead           | Lead           | Bouldering     | Bouldering     | Bouldering     | Totale         | Totale         | Speed           | Speed           | Lead            | Lead            | Bouldering      | Bouldering      | Bouldering      | Totale          | Totale          |        |
| Atleta      | Evento         | A              | B              | Pos.           | Punti          | Pos.           | Top            | Zona           | Pos.           | Punti          | Pos.           | Migliore        | Pos.            | Punti           | Pos.            | Top             | Zona            | Pos.            | Punti           | Pos.            |        |
| ----------- | -------------- | -------------- | -------------- | -------------- | -------------- | -------------- | -------------- | -------------- | -------------- | -------------- | -------------- | --------------- | --------------- | --------------- | --------------- | --------------- | --------------- | --------------- | --------------- | --------------- | ------ |
| Sean McColl | Gara maschile  | 9"18           | 6"93           | 14º            | 35+            | 8º             | 0              | 2              | 15º            | 1680           | 17º            | Non qualificato | Non qualificato | Non qualificato | Non qualificato | Non qualificato | Non qualificato | Non qualificato | Non qualificato | Non qualificato |        |
| Alannah Yip | Gara femminile | 8"17           | 7"99           | 6ª             | 21+            | 12ª            | 0              | 2              | 16ª            | 1152           | 14ª            | Non qualificata | Non qualificata | Non qualificata | Non qualificata | Non qualificata | Non qualificata | Non qualificata | Non qualificata | Non qualificata |        |

## Atletica leggera
Uomini
Eventi su pista e strada
| Atleta                                                  | Evento       | Batteria  | Batteria  | Semifinale      | Semifinale      | Finale          | Finale          |
| Atleta                                                  | Evento       | Risultato | Posizione | Risultato       | Posizione       | Risultato       | Posizione       |
| ------------------------------------------------------- | ------------ | --------- | --------- | --------------- | --------------- | --------------- | --------------- |
| Bismark Boateng                                         | 100 m        | 10"47     | 8º        | Non qualificato | Non qualificato | Non qualificato | Non qualificato |
| Andre De Grasse                                         | 100 m        | 9"91      | 1º Q      | 9"98            | 2º Q            | 9"89            |                 |
| Gavin Smellie                                           | 100 m        | 10"44     | 8º        | Non qualificato | Non qualificato | Non qualificato | Non qualificato |
| Aaron Brown                                             | 200 m        | 20"38     | 1º Q      | 19"99           | 1º Q            | 20"20           | 6º              |
| Andre De Grasse                                         | 200 m        | 20"56     | 3º Q      | 19"73           | 1º Q            | 19"62           |                 |
| Brendon Rodney                                          | 200 m        | 20"60     | 6º        | Non qualificato | Non qualificato | Non qualificato | Non qualificato |
| Marco Arop                                              | 800 m        | 1'45"26   | 1º Q      | 1'44"90         | 7º              | Non qualificato | Non qualificato |
| Brandon McBride                                         | 800 m        | 1'46"32   | 6º        | Non qualificato | Non qualificato | Non qualificato | Non qualificato |
| Mohammed Ahmed                                          | 5000 m       | 13'38"96  | 2º Q      | N.D.            | N.D.            | 12'58"61        |                 |
| Lucas Bruchet                                           | 5000 m       | 13'30"22  | 3º Q      | N.D.            | N.D.            | Non qualificato | Non qualificato |
| Justyn Knight                                           | 5000 m       | 13'44"08  | 13º       | N.D.            | N.D.            | Non qualificato | Non qualificato |
| Mohammed Ahmed                                          | 10000 m      | N.D.      | N.D.      | N.D.            | N.D.            | 27'47"76        | 6º              |
| Jerome Blake Aaron Brown Andre De Grasse Brendon Rodney | 4×100 m      | 38"16     | 3ª Q      | N.D.            | N.D.            | 37"70           |                 |
| Trevor Hofbauer                                         | Maratona     | N.D.      | N.D.      | N.D.            | N.D.            | 2h19'57"        | 48º             |
| Cameron Levins                                          | Maratona     | N.D.      | N.D.      | N.D.            | N.D.            | 2h28'43"        | 72º             |
| Ben Preisner                                            | Maratona     | N.D.      | N.D.      | N.D.            | N.D.            | 2h19'27"        | 46º             |
| Evan Dunfee                                             | Marcia 50 km | N.D.      | N.D.      | N.D.            | N.D.            | 4h20'36"        | 45º             |
| Masatora Kawano                                         | Marcia 50 km | N.D.      | N.D.      | N.D.            | N.D.            | 3h50'59"        |                 |

Eventi su campo
| Atleta        | Evento          | Qualificazione | Qualificazione | Finale          | Finale          |
| Atleta        | Evento          | Risultato      | Posizione      | Risultato       | Posizione       |
| ------------- | --------------- | -------------- | -------------- | --------------- | --------------- |
| Django Lovett | Salto in alto   | 2,28 m         | 1º Q           | 2,30 m          | 8º              |
| Michael Mason | Salto in alto   | 2,25 m         | 14º            | Non qualificato | Non qualificato |
| Tim Nedow     | Lancio del peso | 19,42 m        | 16º            | Non qualificato | Non qualificato |

Eventi multipli
| Atleta        | Evento    | 100 m      | Lungo       | Peso        | Alto       | 400 m     | 110 ost.   | Disco       | Asta         | Giav.       | 1500 m      | Punteggio totale | Pos. |
| ------------- | --------- | ---------- | ----------- | ----------- | ---------- | --------- | ---------- | ----------- | ------------ | ----------- | ----------- | ---------------- | ---- |
| Pierce LePage | Decathlon | 10"43 992  | 7,65 m 972  | 15,31 m 809 | 1,99 m 794 | 46"92 962 | 14"39 925  | 47,14 m 811 | 5,00 m 910   | 57,24 m 696 | 4'31"85 733 | 8604             | 5º   |
| Damian Warner | Decathlon | 10"12 1066 | 8,24 m 1123 | 14,80 m 777 | 2,02 m 822 | 47"48 934 | 13"46 1045 | 48,67 m 843 | 4,90 m = 880 | 63,44 m 790 | 4'31"08 738 | 9018             |      |

Donne
Eventi su pista e strada
| Atleta                                                   | Evento         | Batteria  | Batteria  | Semifinale      | Semifinale      | Finale          | Finale          |
| Atleta                                                   | Evento         | Risultato | Posizione | Risultato       | Posizione       | Risultato       | Posizione       |
| -------------------------------------------------------- | -------------- | --------- | --------- | --------------- | --------------- | --------------- | --------------- |
| Khamica Bingham                                          | 100 m          | 11"21     | 4ª q      | 11"22           | 5ª              | Non qualificata | Non qualificata |
| Crystal Emmanuel                                         | 100 m          | 11"18     | 3ª Q      | 11"21           | 6ª              | Non qualificata | Non qualificata |
| Crystal Emmanuel                                         | 200 m          | 22"74     | 1ª Q      | 23"05           | 6ª              | Non qualificata | Non qualificata |
| Kyra Constantine                                         | 400 m          | 51"69     | 5ª q'     | 51"22           | 5ª              | Non qualificata | Non qualificata |
| Natassha McDonald                                        | 400 m          | 53"54     | 7ª        | Non qualificata | Non qualificata | Non qualificata | Non qualificata |
| Melissa Bishop-Nriagu                                    | 800 m          | 2'02"11   | 4ª        | Non qualificata | Non qualificata | Non qualificata | Non qualificata |
| Lindsey Butterworth                                      | 800 m          | 2'02"45   | 5ª        | Non qualificata | Non qualificata | Non qualificata | Non qualificata |
| Madeleine Kelly                                          | 800 m          | 2'02"39   | 5ª        | Non qualificata | Non qualificata | Non qualificata | Non qualificata |
| Gabriela DeBues-Stafford                                 | 1500 m         | 4'03"70   | 1ª Q      | 3'58"28         | 3ª Q            | 3'58"93         | 5ª              |
| Nozomi Tanaka                                            | 1500 m         | 4'08"04   | 10ª       | Non qualificata | Non qualificata | Non qualificata | Non qualificata |
| Lucia Stafford                                           | 1500 m         | 4'03"52   | 7ª q      | 4'02"12         | 6ª              | Non qualificata | Non qualificata |
| Andrea Seccafien                                         | 5000 m         | 14'59"55  | 10ª q     | N.D.            | N.D.            | 15'12"09        | 15ª             |
| Julie-Anne Staehli                                       | 5000 m         | 15'33"39  | 17ª       | N.D.            | N.D.            | Non qualificata | Non qualificata |
| Kate Van Buskirk                                         | 5000 m         | 15'14"96  | 14ª       | N.D.            | N.D.            | Non qualificata | Non qualificata |
| Andrea Seccafien                                         | 10000 m        | N.D.      | N.D.      | N.D.            | N.D.            | 31'36"36        | 14ª             |
| Noelle Montcalm                                          | 400 m ostacoli | 55"85     | 6ª        | Non qualificata | Non qualificata | Non qualificata | Non qualificata |
| Sage Watson                                              | 400 m ostacoli | 55"54     | 4ª Q      | 55"51           | 5ª              | Non qualificata | Non qualificata |
| Alycia Butterworth                                       | 3000 m siepi   | 9'34"25   | 10ª       | N.D.            | N.D.            | Non qualificata | Non qualificata |
| Geneviève Lalonde                                        | 3000 m siepi   | 9'22"64   | 4ª q      | N.D.            | N.D.            | 9'22"40         | 11ª             |
| Regan Yee                                                | 3000 m siepi   | 9'41"14   | 8ª        | N.D.            | N.D.            | Non qualificata | Non qualificata |
| Alicia Brown Kyra Constantine Madeline Price Sage Watson | 4×400 m        | 3'24"05   | 5ª q      | N.D.            | N.D.            | 3'21"84         | 4ª              |
| Malindi Elmore                                           | Maratona       | N.D.      | N.D.      | N.D.            | N.D.            | 2h30'59"        | 9ª              |
| Dayna Pidhoresky                                         | Maratona       | N.D.      | N.D.      | N.D.            | N.D.            | 3h03'10"        | 73ª             |
| Natasha Wodak                                            | Maratona       | N.D.      | N.D.      | N.D.            | N.D.            | 2h31'41"        | 13ª             |

Eventi su campo
| Atleta            | Evento                 | Qualificazione | Qualificazione | Finale          | Finale          |
| Atleta            | Evento                 | Risultato      | Posizione      | Risultato       | Posizione       |
| ----------------- | ---------------------- | -------------- | -------------- | --------------- | --------------- |
| Anicka Newell     | Salto con l'asta       | 4,55 m         | =1ª q          | nm              | —               |
| Alysha Newman     | Salto con l'asta       | nm             | —              | Non qualificata | Non qualificata |
| Christabel Nettey | Salto in lungo         | 6,29 m         | 22ª            | Non qualificata | Non qualificata |
| Brittany Crew     | Getto del peso         | nm             | —              | Non qualificata | Non qualificata |
| Sarah Mitton      | Getto del peso         | 16,62 m        | 27ª            | Non qualificata | Non qualificata |
| Camryn Rogers     | Lancio del martello    | 73,97 m        | 2ª Q           | 74,35 m         | 5ª              |
| Jillian Weir      | Lancio del martello    | 68,68 m        | 11ª            | Non qualificata | Non qualificata |
| Elizabeth Gleadle | Lancio del giavellotto | 58,19 m        | 23ª            | Non qualificata | Non qualificata |

Eventi multipli
| Atleta            | Evento    | 100 ost.   | Alto        | Peso        | 200 m     | Lungo      | Giav.       | 800 m       | Punteggio totale | Pos. |
| ----------------- | --------- | ---------- | ----------- | ----------- | --------- | ---------- | ----------- | ----------- | ---------------- | ---- |
| Georgia Ellenwood | Eptathlon | 13"47 1055 | 1,83 m 1016 | 12,39 m 687 | 24"51 932 | 5,86 m 807 | 44,11 m 746 | 2'19"21 834 | 6077             | 20ª  |

## Badminton
| Atleta                          | Evento            | Girone                                         | Girone                                       | Girone                            | Girone | Ottavi                 | Quarti               | Semifinale           | Finale               | Finale |
| Atleta                          | Evento            | Avversario Punteggio                           | Avversario Punteggio                         | Avversario Punteggio              | Pos.   | Avversario Punteggio   | Avversario Punteggio | Avversario Punteggio | Avversario Punteggio | Pos.   |
| ------------------------------- | ----------------- | ---------------------------------------------- | -------------------------------------------- | --------------------------------- | ------ | ---------------------- | -------------------- | -------------------- | -------------------- | ------ |
| Brian Yang                      | Singolo maschile  | Burestedt P (12–21, 17–21 Chou T-c (TPE))      | Chou T-c P (18–21, 21–16, 20–22)             | N.D.                              | 3º     | Non qualificato        | Non qualificato      | Non qualificato      | Non qualificato      | 15º    |
| Michelle Li                     | Singolo femminile | Sotomayor V (21–8, 21–9)                       | Repiská V (21–18, 21–16)                     | N.D.                              | 1ª Q   | Okuhara P (9–21, 7–21) | Non qualificata      | Non qualificata      | Non qualificata      | 9ª     |
| Jason Ho-Shue Nyl Yakura        | Doppio maschile   | Ahsan / Setiawan P (12–21, 11–21)              | Choi S-g / Seo S-j P (14–21, 8–21)           | Chia / Soh W Y P (15–21, 13–21)   | 4ª     | N.D.                   | Non qualificati      | Non qualificati      | Non qualificati      | 9ª     |
| Rachel Honderich Kristen Tsai   | Doppio femminile  | Piek / Seinen P (21–16, 14–21, 15–21)          | Matsumoto / Nagahara P (21–14, 19–21, 18–21) | Hany / Hosny V (21–5, 21–6)       | 3ª     | N.D.                   | Non qualificate      | Non qualificate      | Non qualificate      | 9ª     |
| Joshua Hurlburt-Yu Josephine Wu | Doppio misto      | Puavaranukroh / Taerattanachai P (13–21, 6–21) | Ellis / Smith P (13–21, 19–21)               | Delrue / Gicquel P (12–21, 13–21) | 4ª     | N.D.                   | Non qualificati      | Non qualificati      | Non qualificati      | 9ª     |

## Beach volley
| Atleta                             | Torneo    | Primo turno                        | Primo turno                       | Primo turno                             | Primo turno | Ripescaggio                             | Ottavi                                             | Quarti               | Semifinali           | Finale               | Finale          |    |
| Atleta                             | Torneo    | Avversario Punteggio               | Avversario Punteggio              | Avversario Punteggio                    | Pos.        | Avversario Punteggio                    | Avversario Punteggio                               | Avversario Punteggio | Avversario Punteggio | Avversario Punteggio | Pos.            |    |
| ---------------------------------- | --------- | ---------------------------------- | --------------------------------- | --------------------------------------- | ----------- | --------------------------------------- | -------------------------------------------------- | -------------------- | -------------------- | -------------------- | --------------- | -- |
| Heather Bansley Brandie Wilkerson  | Femminile | Wang / Xia P (21–18, 15–21, 11–15) | Gallay / Pereyra V (22–20, 21–12) | Bednarczuk / Lisboa P (18–21, 18–21)    | 3ª Q        | Claes / Sponcil V (22–24, 21–18, 15–13) | Graudiņa / Kravčenoka P (13–21, 21–18, 11–15)      | Non qualificate      | Non qualificate      | Non qualificate      | Non qualificate | 5ª |
| Melissa Humana-Paredes Sarah Pavan | Femminile | Schoon / Stam V (21–16, 21–14)     | Borger / Sude V (21–17, 21–14)    | Heidrich / Vergé-Dépré V (21–13, 24–22) | 1ª Q        | Baquerizo / Fernández V (21–13, 21–13)  | Artacho del Solar / Clancy P (15–21, 21–19, 12–15) | Non qualificate      | Non qualificate      | Non qualificate      | Non qualificate | 5ª |

## Calcio
| Squadra             | Torneo    | Girone               | Girone               | Girone               | Girone | Quarti                            | Semifinali           | Finale                           | Pos. |
| Squadra             | Torneo    | Avversario Risultato | Avversario Risultato | Avversario Risultato | Pos.   | Avversario Risultato              | Avversario Risultato | Avversario Risultato             | Pos. |
| ------------------- | --------- | -------------------- | -------------------- | -------------------- | ------ | --------------------------------- | -------------------- | -------------------------------- | ---- |
| Nazionale femminile | Femminile | Giappone N 1-1       | Cile V 2-1           | Gran Bretagna N 1-1  | 2ª     | Brasile V 4-3 (rig.) 0-0 (d.t.s.) | Stati Uniti V 1-0    | Svezia V 3-2 (rig.) 1-1 (d.t.s.) |      |

## Canoa/kayak

### Slalom
| Atleta          | Evento       | Qualificazioni | Qualificazioni | Qualificazioni | Qualificazioni | Qualificazioni | Qualificazioni | Semifinali      | Semifinali      | Semifinali      | Finale          | Finale          | Finale          |
| Atleta          | Evento       | 1ª manche      | Pos.           | 2ª manche      | Pos.           | Migliore       | Posizione      | Penalità        | Tempo           | Posizione       | Penalità        | Tempo           | Posizione       |
| --------------- | ------------ | -------------- | -------------- | -------------- | -------------- | -------------- | -------------- | --------------- | --------------- | --------------- | --------------- | --------------- | --------------- |
| Cameron Smedley | C1 maschile  | 161"07         | 16º            | 108"12         | 15º            | 108"12         | 16º            | Non qualificato | Non qualificato | Non qualificato | Non qualificato | Non qualificato | Non qualificato |
| Haley Daniels   | C1 femminile | 152"98         | 20ª            | 191"00         | 21ª            | 152"98         | 22ª            | Non qualificata | Non qualificata | Non qualificata | Non qualificata | Non qualificata | Non qualificata |
| Michael Tayler  | K1 maschile  | 117"98         | 20º            | 106"04         | 24º            | 106"04         | 24º            | Non qualificato | Non qualificato | Non qualificato | Non qualificato | Non qualificato | Non qualificato |
| Florence Maheu  | K1 femminile | 114"29         | 5ª             | 135"35         | 24ª            | 114"29         | 18ª Q          | 4"              | 152"37          | 23ª             | Non qualificata | Non qualificata | Non qualificata |

### Velocità
Uomini
| Atleta                                                          | Evento             | Batteria | Batteria  | Quarti   | Quarti    | Semifinale      | Semifinale      | Finale          | Finale          |
| Atleta                                                          | Evento             | Tempo    | Posizione | Tempo    | Posizione | Tempo           | Posizione       | Tempo           | Posizione       |
| --------------------------------------------------------------- | ------------------ | -------- | --------- | -------- | --------- | --------------- | --------------- | --------------- | --------------- |
| Connor Fitzpatrick                                              | C1 1000 m maschile | 4'05"577 | 3º q      | 4'09"622 | 2º Q      | 4'12"609        | 9º qB           | 4'06"043        | 14º             |
| Roland Varga                                                    | C1 1000 m maschile | 4'49"250 | 5º q      | 4'28"174 | 6º        | Non qualificato | Non qualificato | Non qualificato | Non qualificato |
| Connor Fitzpatrick Roland Varga                                 | C2 1000 m maschile | 3'49"263 | 5ª q      | 3'50"768 | 3ª Q      | 3'27"145        | 3ª Q            | 3'30"157        | 6ª              |
| Mark de Jonge                                                   | K1 200 m maschile  | 36"110   | 4º q      | 35"462   | 3º        | Non qualificato | Non qualificato | Non qualificato | Non qualificato |
| Nicholas Matveev                                                | K1 200 m maschile  | 36"190   | 4º q      | 35"181   | 2º Q      | 36"584          | 7º qB           | 36"625          | 14º             |
| Simon McTavish                                                  | K1 1000 m maschile | 3'43"512 | 5º q      | 3'52"467 | 4º        | Non qualificato | Non qualificato | Non qualificato | Non qualificato |
| Vincent Jourdenais Brian Malfesi                                | K2 1000 m maschile | 3'22"068 | 6ª q      | 3'15"736 | 4ª qB     | Bye             | Bye             | 3'25"181        | 14ª             |
| Mark de Jonge Nicholas Matveev Simon McTavish Pierre-Luc Poulin | K4 500 m maschile  | 1'26"824 | 3ª q      | 1'24"979 | 5ª Q      | 1'25"581        | 5ª              | Non qualificati | Non qualificati |

Donne
| Atleta                                                                    | Evento             | Batteria | Batteria  | Quarti   | Quarti    | Semifinale      | Semifinale      | Finale          | Finale          |
| Atleta                                                                    | Evento             | Tempo    | Posizione | Tempo    | Posizione | Tempo           | Posizione       | Tempo           | Posizione       |
| ------------------------------------------------------------------------- | ------------------ | -------- | --------- | -------- | --------- | --------------- | --------------- | --------------- | --------------- |
| Laurence Vincent Lapointe                                                 | C1 200 m femminile | 45"408   | 1ª Q      | Bye      | Bye       | 47"294          | 3ª Q            | 46"786          |                 |
| Katie Vincent                                                             | C1 200 m femminile | 46"391   | 1ª Q      | Bye      | Bye       | 47"604          | 3ª Q            | 47"834          | 8ª              |
| Laurence Vincent Lapointe Katie Vincent                                   | C2 500 m femminile | 2'02"170 | 3ª q      | 2'02"259 | 1ª Q      | 2'04"316        | 2ª Q            | 1'59"041        |                 |
| Andréanne Langlois                                                        | K1 200 m femminile | 41"525   | 5ª q      | 41"728   | 1ª Q      | 39"952          | 3ª Q            | 40"473          | 9ª              |
| Michelle Russell                                                          | K1 200 m femminile | 42"236   | 5ª q      | 42"940   | 2ª Q      | 40"224          | 7ª qB           | 40"527          | 13ª             |
| Michelle Russell                                                          | K1 500 m femminile | 1'51"081 | 4ª q      | 1'51"375 | 3ª Q      | 1'55"549        | 7ª              | Non qualificata | Non qualificata |
| Alanna Bray-Lougheed Madeline Schmidt                                     | K2 500 m femminile | 1'49"776 | 5ª q      | 1'51"862 | 5ª        | Non qualificate | Non qualificate | Non qualificate | Non qualificate |
| Alanna Bray-Lougheed Andréanne Langlois Michelle Russell Madeline Schmidt | K4 500 m femminile | 1'38"971 | 4ª q      | 1'38"537 | 8ª qB     | N.D.            | N.D.            | 1"39"946        | 11ª             |

## Canottaggio
Uomini
| Atleta                                              | Evento                     | Batteria | Batteria | Ripescaggio | Ripescaggio | Quarti  | Quarti | Semifinale | Semifinale | Finale / Finale B | Finale / Finale B |
| Atleta                                              | Evento                     | Tempo    | Pos.     | Tempo       | Pos.        | Tempo   | Pos.   | Tempo      | Pos.       | Tempo             | Pos.              |
| --------------------------------------------------- | -------------------------- | -------- | -------- | ----------- | ----------- | ------- | ------ | ---------- | ---------- | ----------------- | ----------------- |
| Trevor Jones                                        | Singolo                    | 7'04"12  | 1º Q     | Bye         | Bye         | 7'17"65 | 2º Q   | 7'06"18    | 6 qB       | 6'48"51           | 9º                |
| Kai Langerfeld Conlin McCabe                        | Due senza                  | 6'40"99  | 3ª Q     | Bye         | Bye         | N.D.    | N.D.   | 6'19"15    | 3ª Q       | 6'20"43           | 4ª                |
| Patrick Keane Maxwell Lattimer                      | Due di coppia pesi leggeri | 6'27"54  | 3ª R     | 6:36.79     | 2ª Q        | N.D.    | N.D.   | 6'18"29    | 5ª qB      | 6'17"70           | 10ª               |
| Jakub Buczek Luke Gadsdon Gavin Stone Will Crothers | Quattro senza              | 6'05"47  | 5ª R     | 6'15"86     | 4ª qB       | N.D.    | N.D.   | N.D.       | N.D.       | 5'58"29           | 8ª                |

Donne
| Atleta | Evento                     | Batteria | Batteria | Ripescaggio | Ripescaggio | Quarti  | Quarti | Semifinale | Semifinale | Finale / Finale B | Finale / Finale B |
| Atleta | Evento                     | Tempo    | Pos.     | Tempo       | Pos.        | Tempo   | Pos.   | Tempo      | Pos.       | Tempo             | Pos.              |
| --- | -------------------------- | -------- | -------- | ----------- | ----------- | ------- | ------ | ---------- | ---------- | ----------------- | ----------------- |
| Carling Zeeman | Singolo                    | 7'40"72  | 2ª Q     | Bye         | Bye         | 7'57"58 | 2ª Q   | 7'38"28    | 5ª qB      | 7'29"59           | 8ª                |
| Caileigh Filmer Hillary Janssens | Due senza                  | 7'18"34  | 1ª Q     | Bye         | Bye         | N.D.    | N.D.   | 6'49"46    | 3ª Q       | 6'52"10           |                   |
| Jessica Sevick Gabrielle Smith | Due di coppia              | 6'57"69  | 2ª Q     | Bye         | Bye         | N.D.    | N.D.   | 7'09"44    | 2ª Q       | 6'53"19           | 6ª                |
| Jill Moffatt Jennifer Casson | Due di coppia pesi leggeri | 7'11"30  | 2ª Q     | Bye         | Bye         | N.D.    | N.D.   | 7'00"82    | 6ª qB      | 6'59"72           | 12ª               |
| Stephanie Grauer Nicole Hare Jennifer Martins Kristina Walker                                                                                | Quattro senza              | 6'40"07  | 3ª R     | 6'51"71     | 4ª qB       | N.D.    | N.D.   | N.D.       | N.D.       | 6'35"13           | 10ª               |
| Susanne Grainger Kasia Gruchalla-Wesierski Madison Mailey Sydney Payne Andrea Proske Lisa Roman Christine Roper Avalon Wasteneys Kristen Kit | Otto                       | 6'07"97  | 2ª R     | 5'53"73     | 2ª Q        | N.D.    | N.D.   | N.D.       | N.D.       | 5'59"13           |                   |

## Ciclismo

### Ciclismo su strada
| Atleta           | Evento                   | Tempo    | Posizione |
| ---------------- | ------------------------ | -------- | --------- |
| Hugo Houle       | Corsa in linea maschile  | 6h25'16" | 85º       |
| Michael Woods    | Corsa in linea maschile  | 6h06'33" | 5º        |
| Guillaume Boivin | Corsa in linea maschile  | 6h21'46" | 65º       |
| Karol-Ann Canuel | Corsa in linea femminile | 3h55'05" | 16ª       |
| Allison Jackson  | Corsa in linea femminile | 3h59'47" | 32ª       |
| Leah Kirchmann   | Corsa in linea femminile | 3h59'47" | 36ª       |
| Hugo Houle       | Cronometro maschile      | 57'56"46 | 13º       |
| Karol-Ann Canuel | Cronometro femminile     | 33'07"97 | 14ª       |
| Leah Kirchmann   | Cronometro femminile     | 33'01"64 | 12ª       |

### Ciclismo su pista
Velocità
| Atleta          | Evento             | Qualificazione     | Qualificazione | Round 1            | R1                    | Round 2            | R2              | Round 3           | R3                    | Quarti               | Semifinale           | Finale                   | Finale |
| Atleta          | Evento             | Tempo Velocità     | Pos.           | Avversario Tempo   | Tempo                 | Avversario Tempo   | Tempo           | Avversario Tempo  | Tempo                 | Avversario Risultato | Avversario Risultato | Avversario Risultato     | Pos.   |
| --------------- | ------------------ | ------------------ | -------------- | ------------------ | --------------------- | ------------------ | --------------- | ----------------- | --------------------- | -------------------- | -------------------- | ------------------------ | ------ |
| Hugo Barrette   | Velocità maschile  | 9"596 75,031 km/h  | 15º Q          | Vigier P +0"020    | Sahrom Rudyk P +0"619 | Non qualificato    | Non qualificato | Non qualificato   | Non qualificato       | Non qualificato      | Non qualificato      | Non qualificato          | 19º    |
| Nick Wammes     | Velocità maschile  | 9"587 75,102 km/h  | 12º Q          | Bötticher V 10"228 | Bye                   | Dmitriev P +0"107  | Awang P +0"104  | Non qualificato   | Non qualificato       | Non qualificato      | Non qualificato      | Non qualificato          | 14º    |
| Lauriane Genest | Velocità femminile | 10"460 68,834 km/h | 5ª Q           | Godby V 11"102     | Bye                   | Voynova V 11"251   | Bye             | Marchant P +0"179 | Gros Voynova V 10"968 | Mitchell P 0-2       | Bye                  | Finale 5º posto P +0"216 | 8ª     |
| Kelsey Mitchell | Velocità femminile | 10"346 69,592 km/h | 2ª Q           | Basova V 11"105    | Bye                   | McCulloch V 11"198 | Bye             | Andrews V 11"198  | Bye                   | Genest V 2-0         | Hinze V 2-1          | Starikova V 2-0          |        |

Inseguimento
| Atleta                                                                                    | Evento                           | Qualificazione | Qualificazione | Semifinale           | Semifinale | Finale / FB                            | Finale / FB |
| Atleta                                                                                    | Evento                           | Tempo          | Posizione      | Avversario Risultato | Posizione  | Avversario Risultato                   | Posizione   |
| ----------------------------------------------------------------------------------------- | -------------------------------- | -------------- | -------------- | -------------------- | ---------- | -------------------------------------- | ----------- |
| Vincent De Haître Michael Foley Derek Gee Jay Lamoureux                                   | Inseguimento a squadre maschile  | 3'50"455       | 6ª             | Germania V 3'46"769  | 5ª         | Germania V 3'46"324                    | 5ª          |
| Allison Beveridge Ariane Bonhomme Jasmin Duehring Annie Foreman-Mackey Georgia Simmerling | Inseguimento a squadre femminile | 4'15"832       | 8ª             | Francia V 4'09"249   | 4ª qB      | Finale 3º posto Stati Uniti P 4'10"552 | 4ª          |

Keirin
| Atleta          | Evento           | Round 1   | Ripescaggio | Round 2         | Semifinale      | Finale    |
| Atleta          | Evento           | Posizione | Posizione   | Posizione       | Posizione       | Posizione |
| --------------- | ---------------- | --------- | ----------- | --------------- | --------------- | --------- |
| Hugo Barrette   | Keirin maschile  | DNF R     | 4º          | Non qualificato | Non qualificato | 23º       |
| Nick Wammes     | Keirin maschile  | 5º R      | 5º          | Non qualificato | Non qualificato | 27º       |
| Lauriane Genest | Keirin femminile | 1ª Q      | Bye         | 4ª Q            | 3ª Q            |           |
| Kelsey Mitchell | Keirin femminile | 1ª Q      | Bye         | 1ª Q            | 2ª Q            | 5ª        |

Omnium
| Atleta            | Evento           | Scratch   | Scratch | Corsa a tempo | Corsa a tempo | Corsa a eliminazione | Corsa a eliminazione | Corsa a punti | Corsa a punti | Totale | Totale    |
| Atleta            | Evento           | Posizione | Punti   | Posizione     | Punti         | Posizione            | Punti                | Posizione     | Punti         | Punti  | Posizione |
| ----------------- | ---------------- | --------- | ------- | ------------- | ------------- | -------------------- | -------------------- | ------------- | ------------- | ------ | --------- |
| Allison Beveridge | Omnium femminile | 7ª        | 28      | 11ª           | 20            | 7ª                   | 28                   | 2ª            | 10            | 78     | 9ª        |

Americana
| Atleta                  | Evento             | Punti  | Punti | Posizione |
| Atleta                  | Evento             | Sprint | Giri  | Posizione |
| ----------------------- | ------------------ | ------ | ----- | --------- |
| Michael Foley Derek Gee | Americana maschile | DNF    | -20   | 12º       |

### Mountain bike
| Atleta              | Evento                  | Tempo    | Posizione |
| ------------------- | ----------------------- | -------- | --------- |
| Christopher Blevins | Cross-country maschile  | 1h31'45" | 26º       |
| Catharine Pendrel   | Cross-country femminile | 1h23'47" | 18ª       |
| Haley Smith         | Cross-country femminile | LAP      | 29ª       |

### BMX
Corsa
| Atleta          | Evento          | Quarti | Quarti    | Semifinale      | Semifinale      | Finale          | Finale    |
| Atleta          | Evento          | Punti  | Posizione | Punti           | Posizione       | Tempo           | Posizione |
| --------------- | --------------- | ------ | --------- | --------------- | --------------- | --------------- | --------- |
| James Palmer    | Corsa maschile  | 16     | 6º        | Non qualificato | Non qualificato | Non qualificato | 21º       |
| Drew Mechielsen | Corsa femminile | 13     | 4ª Q      | 14              | 4ª Q            | 46"883          | 8ª        |

## Equitazione

### Dressage
| Atleta                                                     | Cavallo    | Evento      | Grand Prix | Grand Prix | Grand Prix Special | Grand Prix Special | Grand Prix Freestyle | Grand Prix Freestyle | Grand Prix Freestyle | Grand Prix Freestyle |
| Atleta                                                     | Cavallo    | Evento      | Punteggio  | Classifica | Punteggio          | Classifica         | Tecnico              | Artistico            | Totale               | Classifica           |
| ---------------------------------------------------------- | ---------- | ----------- | ---------- | ---------- | ------------------ | ------------------ | -------------------- | -------------------- | -------------------- | -------------------- |
| Brittany Fraser-Beaulieu                                   | All In     | Individuale | 71,677     | 19ª q      | N.D.               | N.D.               | 72,607               | 80,200               | 76,404               | 18ª                  |
| Lindsay Kellock                                            | Sebastien  | Individuale | 65,404     | 50ª        | N.D.               | N.D.               | Non qualificata      | Non qualificata      | Non qualificata      | Non qualificata      |
| Chris von Martels                                          | Eclips     | Individuale | 68,059     | 39º        | N.D.               | N.D.               | Non qualificato      | Non qualificato      | Non qualificato      | Non qualificato      |
| Brittany Fraser-Beaulieu Lindsay Kellock Chris von Martels | Vedi sopra | Squadre     | 6605,5     | 11ª        | Non qualificati    | Non qualificati    | N.D.                 | N.D.                 | Non qualificati      | Non qualificati      |

### Concorso completo
| Atleta          | Cavallo               | Evento      | Dressage | Dressage | Cross-country | Cross-country | Cross-country | Salto ostacoli | Salto ostacoli | Salto ostacoli | Salto ostacoli  | Salto ostacoli  | Salto ostacoli  | Totale          | Totale   |
| Atleta          | Cavallo               | Evento      | Dressage | Dressage | Cross-country | Cross-country | Cross-country | Qualificazione | Qualificazione | Qualificazione | Finale          | Finale          | Finale          | Totale          | Totale   |
| Atleta          | Cavallo               | Evento      | Penalità | Pos.     | Penalità      | Totale        | Pos.          | Penalità       | Totale         | Pos.           | Penalità        | Totale          | Pos.            | Penalità        | Pos.     |
| --------------- | --------------------- | ----------- | -------- | -------- | ------------- | ------------- | ------------- | -------------- | -------------- | -------------- | --------------- | --------------- | --------------- | --------------- | -------- |
| Colleen Loach   | Qorry Blue D'Argouges | Individuale | 35,60    | 30ª      | 7,20          | 42,80         | 26ª           | 8              | 50,80          | 28ª            | Non qualificati | Non qualificati | Non qualificati | Non qualificati | 28º      |
| Jessica Phoenix | Pavarotti             | Individuale | Ritirata | Ritirata | Ritirata      | Ritirata      | Ritirata      | Ritirata       | Ritirata       | Ritirata       | Ritirata        | Ritirata        | Ritirata        | Ritirata        | Ritirata |

### Salto ostacoli
| Atleta            | Cavallo     | Evento      | Qualificazione | Qualificazione | Finale   | Finale | Jump-off | Jump-off |
| Atleta            | Cavallo     | Evento      | Penalità       | Pos.           | Penalità | Pos.   | Penalità | Pos.     |
| ----------------- | ----------- | ----------- | -------------- | -------------- | -------- | ------ | -------- | -------- |
| Mario Deslauriers | Bardolina 2 | Individuale | 0              | 84,76          | =1º Q    | 13     | 88,51    | 22º      |

## Ginnastica

### Ginnastica artistica
Maschile
| Atleta         | Evento               | Qualificazione | Qualificazione | Qualificazione | Qualificazione | Qualificazione | Qualificazione | Qualificazione | Qualificazione | Finale          | Finale          | Finale          | Finale          | Finale          | Finale          | Finale          | Finale          |
| Atleta         | Evento               | Attrezzo       | Attrezzo       | Attrezzo       | Attrezzo       | Attrezzo       | Attrezzo       | Totale         | Pos.           | Attrezzo        | Attrezzo        | Attrezzo        | Attrezzo        | Attrezzo        | Attrezzo        | Totale          | Pos.            |
| Atleta         | Evento               | CL             | C              | A              | V              | P              | S              | Totale         | Pos.           | CL              | C               | A               | V               | P               | S               | Totale          | Pos.            |
| -------------- | -------------------- | -------------- | -------------- | -------------- | -------------- | -------------- | -------------- | -------------- | -------------- | --------------- | --------------- | --------------- | --------------- | --------------- | --------------- | --------------- | --------------- |
| René Cournoyer | Concorso individuale | 11,766         | 12,800         | 13,666         | 13,866         | 12,333         | 13,266         | 77,697         | 55º            | Non qualificato | Non qualificato | Non qualificato | Non qualificato | Non qualificato | Non qualificato | Non qualificato | Non qualificato |

Femminili
| Atleta         | Evento               | Qualificazione                               | Qualificazione                               | Qualificazione                               | Qualificazione                               | Qualificazione                               | Qualificazione                               | Finale          | Finale          | Finale          | Finale          | Finale          | Finale          |
| Atleta         | Evento               | Attrezzo                                     | Attrezzo                                     | Attrezzo                                     | Attrezzo                                     | Totale                                       | Pos.                                         | Attrezzo        | Attrezzo        | Attrezzo        | Attrezzo        | Totale          | Pos.            |
| Atleta         | Evento               | CL                                           | V                                            | T                                            | P                                            | Totale                                       | Pos.                                         | CL              | V               | T               | P               | Totale          | Pos.            |
| -------------- | -------------------- | -------------------------------------------- | -------------------------------------------- | -------------------------------------------- | -------------------------------------------- | -------------------------------------------- | -------------------------------------------- | --------------- | --------------- | --------------- | --------------- | --------------- | --------------- |
| Ellie Black    | Concorso a squadre   | 12,266                                       | 14,533                                       | 14,100 Q                                     | 12,800                                       | 53,699 Q                                     | 24ª                                          | Non qualificate | Non qualificate | Non qualificate | Non qualificate | Non qualificate | Non qualificate |
| Brooklyn Moors | Concorso a squadre   | 13,533                                       | 14,133                                       | 13,300                                       | 13,000                                       | 53,966 Q                                     | 22ª                                          | Non qualificate | Non qualificate | Non qualificate | Non qualificate | Non qualificate | Non qualificate |
| Shallon Olsen  | Concorso a squadre   | 13,033                                       | 14,966 Q                                     | 12,066                                       | 11,900                                       | 51,965                                       | 46ª                                          | Non qualificate | Non qualificate | Non qualificate | Non qualificate | Non qualificate | Non qualificate |
| Ava Stewart    | Concorso a squadre   | 12,600                                       | 12,933                                       | 12,000                                       | 12,900                                       | 50,433                                       | 58ª                                          | Non qualificate | Non qualificate | Non qualificate | Non qualificate | Non qualificate | Non qualificate |
| Totale         | Concorso a squadre   | 39,166                                       | 43,632                                       | 39,466                                       | 38,700                                       | 160,964                                      | 10ª                                          | Non qualificate | Non qualificate | Non qualificate | Non qualificate | Non qualificate | Non qualificate |
| Ellie Black    | Concorso individuale | Vedi sopra qualificazioni concorso a squadre | Vedi sopra qualificazioni concorso a squadre | Vedi sopra qualificazioni concorso a squadre | Vedi sopra qualificazioni concorso a squadre | Vedi sopra qualificazioni concorso a squadre | Vedi sopra qualificazioni concorso a squadre | Ritirata        | Ritirata        | Ritirata        | Ritirata        | Ritirata        | Ritirata        |
| Brooklyn Moors | Concorso individuale | Vedi sopra qualificazioni concorso a squadre | Vedi sopra qualificazioni concorso a squadre | Vedi sopra qualificazioni concorso a squadre | Vedi sopra qualificazioni concorso a squadre | Vedi sopra qualificazioni concorso a squadre | Vedi sopra qualificazioni concorso a squadre | 13,566          | 14,300          | 12,433          | 13,000          | 53,299          | 16ª             |
| Shallon Olsen  | Volteggio            | N.D.                                         | 14,966                                       | N.D.                                         | N.D.                                         | N.D.                                         | 6ª Q                                         | N.D.            | 14,550          | N.D.            | N.D.            | N.D.            | 7ª              |
| Ellie Black    | Trave                | N.D.                                         | N.D.                                         | 14,100                                       | N.D.                                         | N.D.                                         | 6ª Q                                         | N.D.            | N.D.            | 13,866          | N.D.            | N.D.            | 4ª              |

### Trampolino elastico
| Atleta          | Evento               | Qualificazione | Qualificazione | Finale          | Finale          |
| Atleta          | Evento               | Punti          | Posizione      | Punti           | Posizione       |
| --------------- | -------------------- | -------------- | -------------- | --------------- | --------------- |
| Rosie MacLennan | Trampolino femminile | 104,435        | 4ª Q           | 55,460          | 4ª              |
| Samantha Smith  | Trampolino femminile | 59,545         | 14ª            | Non qualificata | Non qualificata |

## Golf
| Atleta           | Evento    | Round 1   | Round 2   | Round 3   | Round 4   | Totale | Totale | Totale     |
| Atleta           | Evento    | Punteggio | Punteggio | Punteggio | Punteggio | Totale | Par    | Classifica |
| ---------------- | --------- | --------- | --------- | --------- | --------- | ------ | ------ | ---------- |
| Corey Conners    | Maschile  | 69        | 71        | 66        | 65        | 271    | −13    | 13º        |
| Mackenzie Hughes | Maschile  | 69        | 72        | 65        | 75        | 281    | −3     | 50º        |
| Brooke Henderson | Femminile | 74        | 68        | 71        | 67        | 280    | −4     | =29ª       |
| Alena Sharp      | Femminile | 74        | 71        | 69        | 75        | 289    | +5     | 49ª        |

## Hockey su prato
| Squadra            | Torneo   | Girone               | Girone               | Girone               | Girone               | Girone               | Girone | Quarti               | Semifinali           | Finale               | Pos. |
| Squadra            | Torneo   | Avversario Punteggio | Avversario Punteggio | Avversario Punteggio | Avversario Punteggio | Avversario Punteggio | Pos.   | Avversario Punteggio | Avversario Punteggio | Avversario Punteggio | Pos. |
| ------------------ | -------- | -------------------- | -------------------- | -------------------- | -------------------- | -------------------- | ------ | -------------------- | -------------------- | -------------------- | ---- |
| Nazionale maschile | Maschile | Germania P 1-7       | Gran Bretagna P 1-3  | Paesi Bassi P 2-4    | Belgio P 1-9         | Sudafrica N 4-4      | 6ª     | Non qualificata      | Non qualificata      | Non qualificata      | 12ª  |

## Judo
| Atleta                      | Evento          | 32-esimi             | 16-esimi             | Quarti                  | Semifinali           | Ripescaggio          | Finale               | Pos. |
| Atleta                      | Evento          | Avversario Punteggio | Avversario Punteggio | Avversario Punteggio    | Avversario Punteggio | Avversario Punteggio | Avversario Punteggio | Pos. |
| --------------------------- | --------------- | -------------------- | -------------------- | ----------------------- | -------------------- | -------------------- | -------------------- | ---- |
| Arthur Margelidon           | 73 kg maschile  | Hamad V 01-00        | Smagulov V 10-01     | Shavdatuashvili P 00-10 | Non qualificato      | Butbul V 10s2–00     | Tsogtbaatar P 00-10  | 5º   |
| Antoine Valois-Fortier      | 81 kg maschile  | Ntanatsidis V 10–00  | Khubetsov P 00-11    | Non qualificato         | Non qualificato      | Non qualificato      | Non qualificato      | 9º   |
| Shady El Nahas              | 100 kg maschile | Remarenco V 10–00    | Kotsoiev V 10-00     | Lip'art'eliani P 00-10  | Non qualificato      | Paltchik V 10–00     | Fonseca P 00-01      | 5º   |
| Ecaterina Guica             | 52 kg femminile | Van Snick P 00–11    | Non qualificata      | Non qualificata         | Non qualificata      | Non qualificata      | Non qualificata      | 17ª  |
| Jessica Klimkait            | 57 kg femminile | Bye                  | Ilieva V 10–00       | Kowalczyk V 10–00       | Cysique P 00–10      | Non qualificata      | Kajzer V 11–00       |      |
| Catherine Beauchemin-Pinard | 63 kg femminile | Olsen V 10–00        | Krssakova V 10-00    | Quadros V 10-00         | Agbegnenou P 00–01   | Non qualificata      | Barrios V 01-00      |      |

## Lotta

### Libera
| Atleta           | Evento          | Ottavi               | Quarti               | Semifinali           | Ripescaggio          | Finale / FB          | Pos. |
| Atleta           | Evento          | Avversario Risultato | Avversario Risultato | Avversario Risultato | Avversario Risultato | Avversario Risultato | Pos. |
| ---------------- | --------------- | -------------------- | -------------------- | -------------------- | -------------------- | -------------------- | ---- |
| Jordan Steen     | 97 kg maschile  | Snyder P 2–12SP      | Non qualificato      | Non qualificato      | Conyedo P 2-4PP      | Non qualificato      | 10º  |
| Amar Dhesi       | 125 kg maschile | Akgül P 0-5PO        | Non qualificato      | Non qualificato      | Non qualificato      | Non qualificato      | 14º  |
| Danielle Lappage | 68 kg femminile | Velieva P 0-7PO      | Non qualificata      | Non qualificata      | Non qualificata      | Non qualificata      | 15ª  |
| Erica Wiebe      | 76 kg femminile | Mäe P 4-5PP          | Non qualificata      | Non qualificata      | Non qualificata      | Non qualificata      | 12ª  |

## Karate
Kumite
| Atleta           | Evento          | Girone               | Girone               | Girone               | Girone               | Girone | Semifinali           | Finale               | Pos. |
| Atleta           | Evento          | Avversario Punteggio | Avversario Punteggio | Avversario Punteggio | Avversario Punteggio | Pos.   | Avversario Punteggio | Avversario Punteggio | Pos. |
| ---------------- | --------------- | -------------------- | -------------------- | -------------------- | -------------------- | ------ | -------------------- | -------------------- | ---- |
| Daniel Gaysinsky | +75 kg maschile | Irr N 0–0            | Kvesić V 4-1         | Hamedi P 3-10        | Ganjzadeh P 1-2      | 4º     | Non qualificato      | Non qualificato      | 7º   |

## Nuoto
Uomini
| Atleta                                                               | Evento               | Batterie | Batterie  | Semifinali      | Semifinali      | Finale          | Finale          |
| Atleta                                                               | Evento               | Tempo    | Posizione | Tempo           | Posizione       | Tempo           | Posizione       |
| -------------------------------------------------------------------- | -------------------- | -------- | --------- | --------------- | --------------- | --------------- | --------------- |
| Brent Hayden                                                         | 50 m stile libero    | 21"85    | 8º Q      | 21"82           | =9º             | Non qualificato | Non qualificato |
| Joshua Liendo                                                        | 50 m stile libero    | 22"03    | 18º       | Non qualificato | Non qualificato | Non qualificato | Non qualificato |
| Yuri Kisil                                                           | 100 m stile libero   | 48"15    | 10º Q     | 48"31           | 15º             | Non qualificato | Non qualificato |
| Joshua Liendo                                                        | 100 m stile libero   | 48"34    | 14º Q     | 48"19           | 14º             | Non qualificato | Non qualificato |
| Cole Pratt                                                           | 100 m dorso          | 54"27    | 26º       | Non qualificato | Non qualificato | Non qualificato | Non qualificato |
| Markus Thormeyer                                                     | 100 m dorso          | 53"80    | 19º       | Non qualificato | Non qualificato | Non qualificato | Non qualificato |
| Markus Thormeyer                                                     | 200 m dorso          | 1'57"85  | 16º Q     | 1'59"36         | 16º             | Non qualificato | Non qualificato |
| Gabe Mastromatteo                                                    | 100 m rana           | 1'01"56  | 38º       | Non qualificato | Non qualificato | Non qualificato | Non qualificato |
| Joshua Liendo                                                        | 100 m farfalla       | 51"52    | 9º Q      | 51"50           | 11º             | Non qualificato | Non qualificato |
| Finlay Knox                                                          | 200 m misti          | 1'58"29  | 17º       | Non qualificato | Non qualificato | Non qualificato | Non qualificato |
| Ruslan Gaziev Brent Hayden Yuri Kisil Joshua Liendo Markus Thormeyer | 4×100 m stile libero | 3'13"00  | 7ª Q      | N.D.            | N.D.            | 3'10"82         | 4ª              |
| Yuri Kisil Joshua Liendo Gabe Mastromatteo Markus Thormeyer          | 4×100 m misti        | 3'32"37  | 8ª Q      | N.D.            | N.D.            | 3'32"42         | 7ª              |
| Hau-Li Fan                                                           | Maratona 10 km       | N.D.     | N.D.      | N.D.            | N.D.            | 1h51'37"0       | 9º              |

Donne
| Kayla Sanchez                                                                                                | 50 m stile libero    | 24"93    | 22ª   | Non qualificata | Non qualificata | Non qualificata | Non qualificata |                 |                 |
| Penny Oleksiak                                                                                               | 100 m stile libero   | 52"95    | 6ª Q  | 52"86           | 5ª Q            | 52"59           | 4ª              |                 |                 |
| Kayla Sanchez                                                                                                | 100 m stile libero   | 53"12    | 10ª Q | Ritirata        | Ritirata        | Non qualificata | Non qualificata |                 |                 |
| Summer McIntosh                                                                                              | 200 m stile libero   | 1'56"11  | 5ª Q  | 1'56"82         | 9ª              | Non qualificata | Non qualificata |                 |                 |
| Penny Oleksiak                                                                                               | 200 m stile libero   | 1'55"38  | 2ª Q  | 1'56"39         | 6ª Q            | 1'54"70         |                 |                 |                 |
| Summer McIntosh                                                                                              | 400 m stile libero   | 4'02"72  | 5ª Q  | N.D.            | N.D.            | 4'02"42         | 4ª              |                 |                 |
| Summer McIntosh                                                                                              | 800 m stile libero   | 8'25"04  | 11ª   | N.D.            | N.D.            | Non qualificata | Non qualificata |                 |                 |
| Katrina Bellio                                                                                               | 1500 m stile libero  | 16'24"37 | 21ª   | N.D.            | N.D.            | Non qualificata | Non qualificata |                 |                 |
| Kylie Masse                                                                                                  | 100 m dorso          | 58"17    | 3ª Q  | 58"09           | 2ª Q            | 57"72           |                 |                 |                 |
| Taylor Ruck                                                                                                  | 100 m dorso          | 59"89    | 11ª Q | 59"4            | 9ª              | Non qualificata | Non qualificata |                 |                 |
| Kylie Masse                                                                                                  | 200 m dorso          | 2'08"23  | =2ª Q | 2'07"82         | 4ª Q            | 2'05"42         |                 |                 |                 |
| Taylor Ruck                                                                                                  | 200 m dorso          | 2'08"87  | 6ª Q  | 2'08"73         | 7ª Q            | 2'08"24         | 6ª              |                 |                 |
| Kierra Smith                                                                                                 | 100 m rana           | 1'07"87  | 24ª   | Non qualificata | Non qualificata | Non qualificata | Non qualificata |                 |                 |
| Kelsey Wog                                                                                                   | 100 m rana           | 1'07"73  | 23ª   | Non qualificata | Non qualificata | Non qualificata | Non qualificata |                 |                 |
| Sydney Pickrem                                                                                               | 200 m rana           | DNS      | DNS   | Non qualificata | Non qualificata | Non qualificata | Non qualificata |                 |                 |
| Kelsey Wog                                                                                                   | 200 m rana           | 2'24"27  | 16ª Q | DSQ             | DSQ             | Non qualificata | Non qualificata |                 |                 |
| Maggie MacNeil                                                                                               | 100 m farfalla       | 56"55    | 5ª Q  | 56"56           | 6ª Q            | 55"59           |                 |                 |                 |
| Katerine Savard                                                                                              | 100 m farfalla       | 57"51    | 11ª Q | 58"10           | 16ª             | Non qualificata | Non qualificata |                 |                 |
| Bailey Andison                                                                                               | 200 m misti          | 2'12"52  | 18ª   | Non qualificata | Non qualificata | Non qualificata | Non qualificata |                 |                 |
| Sydney Pickrem                                                                                               | 200 m misti          | 2'10"13  | 6ª Q  | 2'09"94         | 6ª Q            | 2'10"05         | 6ª              |                 |                 |
| Tessa Cieplucha                                                                                              | 400 m misti          | 4'44"54  | 14ª   | N.D.            | N.D.            | Non qualificata | Non qualificata | Non qualificata | Non qualificata |
| Sydney Pickrem                                                                                               | 400 m misti          | DNS      | DNS   | N.D.            | N.D.            | Non qualificata | Non qualificata |                 |                 |
| Maggie MacNeil Penny Oleksiak Kayla Sanchez Rebecca Smith Taylor Ruck                                        | 4×100 m stile libero | 3'33"72  | 3ª Q  | N.D.            | N.D.            | 3'32"78         |                 |                 |                 |
| Summer McIntosh Penny Oleksiak Kayla Sanchez Rebecca Smith Mary-Sophie Harvey Sydney Pickrem Katerine Savard | 4×200 m stile libero | 7'51"52  | 4ª Q  | N.D.            | N.D.            | 7'43"77         | 4ª              |                 |                 |
| Maggie MacNeil Kylie Masse Penny Oleksiak Sydney Pickrem Taylor Ruck Kayla Sanchez                           | 4×100 m misti        | 3'55"17  | 1ª Q  | N.D.            | N.D.            | 3'52"60         |                 |                 |                 |
| Kate Sanderson                                                                                               | Maratona 10 km       | N.D.     | N.D.  | N.D.            | N.D.            | 2h04'59"1       | 18ª             |                 |                 |

Misto
| Atleta                                                         | Evento        | Batterie | Batterie  | Finale          | Finale          |
| Atleta                                                         | Evento        | Tempo    | Posizione | Tempo           | Posizione       |
| -------------------------------------------------------------- | ------------- | -------- | --------- | --------------- | --------------- |
| Javier Acevedo Gabe Mastromatteo Katerine Savard Rebecca Smith | 4×100 m misti | 3'46"54  | 13ª       | Non qualificati | Non qualificati |

## Nuoto artistico
| Atleta | Evento  | Programma tecnico | Programma tecnico | Programma libero (preliminari) | Programma libero (preliminari) | Programma libero (preliminari) | Programma libero (finale) | Programma libero (finale) | Programma libero (finale) |
| Atleta | Evento  | Punti             | Classifica        | Punti                          | Punti totali                   | Classifica                     | Punti                     | Punti totali              | Classifica                |
| --- | ------- | ----------------- | ----------------- | ------------------------------ | ------------------------------ | ------------------------------ | ------------------------- | ------------------------- | ------------------------- |
| Claudia Holzner Jacqueline Simoneau                                                                                                   | Duo     | 91,2333           | 5ª                | 91,4798                        | 182,7131                       | 5ª Q                           | 93,0000                   | 184,4798                  | 5ª                        |
| Emily Armstrong Rosalie Boissonneault Andrée-Anne Côté Camille Fiola-Dion Claudia Holzner Audrey Joly Halle Pratt Jacqueline Simoneau | Squadre | 91,4992           | 5ª                | N.D.                           | N.D.                           | N.D.                           | 92,5333                   | 184,0325                  | 6ª                        |

## Pallacanestro
| Squadra             | Torneo    | Girone               | Girone                | Girone               | Girone | Quarti               | Semifinali           | Finale / FB          | Pos. |
| Squadra             | Torneo    | Avversario Punteggio | Avversario Punteggio  | Avversario Punteggio | Pos.   | Avversario Punteggio | Avversario Punteggio | Avversario Punteggio | Pos. |
| ------------------- | --------- | -------------------- | --------------------- | -------------------- | ------ | -------------------- | -------------------- | -------------------- | ---- |
| Nazionale femminile | Femminile | Serbia P 68-72       | Corea del Sud V 74-53 | Spagna P 66-76       | 3ª     | Non qualificata      | Non qualificata      | Non qualificata      | 9ª   |

## Pallanuoto
| Squadra             | Torneo    | Girone               | Girone               | Girone               | Girone               | Girone               | Girone | Quarti               | Semifinali                               | Finale                      | Pos. |
| Squadra             | Torneo    | Avversario Punteggio | Avversario Punteggio | Avversario Punteggio | Avversario Punteggio | Avversario Punteggio | Pos.   | Avversario Punteggio | Avversario Punteggio                     | Avversario Punteggio        | Pos. |
| ------------------- | --------- | -------------------- | -------------------- | -------------------- | -------------------- | -------------------- | ------ | -------------------- | ---------------------------------------- | --------------------------- | ---- |
| Nazionale femminile | Femminile | Australia P 5-8      | Spagna P 10-14       | Sudafrica V 21-1     | Paesi Bassi P 12-16  | N.D.                 | 4ª Q   | Stati Uniti P 5-16   | Semifinale 5º/8º posto Australia P 12-14 | Finale 7º posto Cina V 16-7 | 7ª   |

## Pallavolo
| Squadra   | Torneo   | Girone               | Girone               | Girone               | Girone               | Girone               | Girone | Quarti               | Semifinali           | Finale               | Pos. |
| Squadra   | Torneo   | Avversario Punteggio | Avversario Punteggio | Avversario Punteggio | Avversario Punteggio | Avversario Punteggio | Pos.   | Avversario Punteggio | Avversario Punteggio | Avversario Punteggio | Pos. |
| --------- | -------- | -------------------- | -------------------- | -------------------- | -------------------- | -------------------- | ------ | -------------------- | -------------------- | -------------------- | ---- |
| Nazionale | Maschile | Italia P 2-3         | Giappone P 1-3       | Iran V 3-0           | Venezuela V 3-0      | Polonia P 0-3        | 4ª Q   | ROC P 0-3            | Non qualificata      | Non qualificata      | 8ª   |

## Rugby a 7
| Squadra             | Torneo    | Girone                 | Girone               | Girone               | Girone | Quarti                  | Semifinale                                   | Finale                             | Pos. |
| Squadra             | Torneo    | Avversario Punteggio   | Avversario Punteggio | Avversario Punteggio | Pos.   | Avversario Punteggio    | Avversario Punteggio                         | Avversario Punteggio               | Pos. |
| ------------------- | --------- | ---------------------- | -------------------- | -------------------- | ------ | ----------------------- | -------------------------------------------- | ---------------------------------- | ---- |
| Nazionale maschile  | Maschile  | Gran Bretagna P (0-24) | Figi P (14-28)       | Giappone V (36-12)   | 3ª Q   | Nuova Zelanda P (10-21) | Semifinale 5º/8º posto Stati Uniti P (14-21) | Finale 7º posto Australia V (7-26) | 8ª   |
| Nazionale femminile | Femminile | Brasile V (33-0)       | Canada P (12-26)     | Brasile P (0-31)     | 9ª     | N.D.                    | Semifinale 9º/12º posto Brasile V (45-0)     | Finale 9º posto Kenya V (24-10)    | 9ª   |

## Scherma
Uomini
| Atleta                                                      | Evento               | 32-esimi             | 16-esimi             | Ottavi               | Quarti               | Semifinali           | Finale / FB          | Pos. |
| Atleta                                                      | Evento               | Avversario Punteggio | Avversario Punteggio | Avversario Punteggio | Avversario Punteggio | Avversario Punteggio | Avversario Punteggio | Pos. |
| ----------------------------------------------------------- | -------------------- | -------------------- | -------------------- | -------------------- | -------------------- | -------------------- | -------------------- | ---- |
| Marc-Antoine Blais Bélanger                                 | Spada individuale    | Dong P 7–15          | Non qualificato      | Non qualificato      | Non qualificato      | Non qualificato      | Non qualificato      | 34º  |
| Alex Cai                                                    | Fioretto individuale | Joppich P 12–15      | Non qualificato      | Non qualificato      | Non qualificato      | Non qualificato      | Non qualificato      | 36º  |
| Eli Schenkel                                                | Fioretto individuale | Bye                  | Cassarà P 11–15      | Non qualificato      | Non qualificato      | Non qualificato      | Non qualificato      | 30º  |
| Maximilien Van Haaster                                      | Fioretto individuale | Bye                  | Choi P 10–15         | Non qualificato      | Non qualificato      | Non qualificato      | Non qualificato      | 28º  |
| Alex Cai Maximilien Van Haaster Eli Schenkel Blake Broszus* | Fioretto a squadre   | N.D.                 | N.D.                 | Germania V 31-45     | Non qualificati      | Non qualificati      | Non qualificati      | 9ª   |
| Shaul Gordon                                                | Sciabola individuale | Bye                  | Abedini P 10–15      | Non qualificato      | Non qualificato      | Non qualificato      | Non qualificato      | 25º  |

Donne
| Atleta                                                  | Evento               | 32-esimi             | 16-esimi             | Ottavi               | Quarti                | Semifinali                              | Finale / FB                      | Pos. |
| Atleta                                                  | Evento               | Avversario Punteggio | Avversario Punteggio | Avversario Punteggio | Avversario Punteggio  | Avversario Punteggio                    | Avversario Punteggio             | Pos. |
| ------------------------------------------------------- | -------------------- | -------------------- | -------------------- | -------------------- | --------------------- | --------------------------------------- | -------------------------------- | ---- |
| Jessica Guo                                             | Fioretto individuale | Bye                  | Blaze V 15-12        | Errigo P 8-15        | Non qualificata       | Non qualificata                         | Non qualificata                  | 13ª  |
| Eleanor Harvey                                          | Fioretto individuale | Bye                  | ranvier V 15-9       | Kiefer P 13-15       | Non qualificata       | Non qualificata                         | Non qualificata                  | 16ª  |
| Kelleigh Ryan                                           | Fioretto individuale | Bye                  | Azuma V 12-11        | Zagidullina V 15–9   | Korobejnikova P 11-15 | Non qualificata                         | Non qualificata                  | 8ª   |
| Jessica Guo Eleanor Harvey Kelleigh Ryan Alanna Goldie* | Fioretto a squadre   | N.D.                 | N.D.                 | N.D.                 | Francia P 29-45       | Semifinale 5º/8º posto Ungheria V 45-33 | Finale 5º posto Giappone V 45-31 | 5ª   |
| Gabriella Page                                          | Sciabola individuale | Bye                  | Zagunis P 3–15       | Non qualificata      | Non qualificata       | Non qualificata                         | Non qualificata                  | 27ª  |

## Skateboard
| Atleta        | Evento           | Qualificazione | Qualificazione | Finale          | Finale          |
| Atleta        | Evento           | Punteggio      | Pos.           | Punteggio       | Pos.            |
| ------------- | ---------------- | -------------- | -------------- | --------------- | --------------- |
| Andy Anderson | Park maschile    | 60,78          | 16º            | Non qualificato | Non qualificato |
| Matt Berger   | Street maschile  | 4,02           | 20º            | Non qualificato | Non qualificato |
| Micky Papa    | Street maschile  | 30,39          | 10º            | Non qualificato | Non qualificato |
| Annie Guglia  | Street femminile | 3,35           | 19ª            | Non qualificata | Non qualificata |

## Sollevamento pesi
| Atleta                 | Evento          | Strappo   | Strappo    | Slancio   | Slancio    | Totale | Classifica |
| Atleta                 | Evento          | Risultato | Classifica | Risultato | Classifica | Totale | Classifica |
| ---------------------- | --------------- | --------- | ---------- | --------- | ---------- | ------ | ---------- |
| Boady Santavy          | 96 kg maschile  | 178       | 1º         | 208       | 4º         | 386    | 4º         |
| Rachel Leblanc-Bazinet | 55 kg femminile | 82        | 11ª        | 99        | 12ª        | 181    | 12ª        |
| Tali Darsigny          | 59 kg femminile | 90        | 9ª         | 109       | 9ª         | 199    | 9ª         |
| Maude Charron          | 64 kg femminile | 105       | 1ª         | 131       | 1ª         | 236    |            |
| Kristel Ngarlem        | 76 kg femminile | 95        | 10ª        | 123       | 9ª         | 218    | 8ª         |

## Taekwondo
| Atleta      | Evento          | Qualificazioni       | Ottavi               | Quarti               | Semifinali           | Ripescaggio          | Finale / FB          | Pos. |
| Atleta      | Evento          | Avversario Punteggio | Avversario Punteggio | Avversario Punteggio | Avversario Punteggio | Avversario Punteggio | Avversario Punteggio | Pos. |
| ----------- | --------------- | -------------------- | -------------------- | -------------------- | -------------------- | -------------------- | -------------------- | ---- |
| Yvette Yong | 49 kg femminile | Bye                  | Trương P 5–19        | Non qualificata      | Non qualificata      | Non qualificata      | Non qualificata      | 11ª  |
| Skylar Park | 57 kg femminile | Bye                  | Hymer V 25-15        | Lo C-l P 6-18        | Non qualificata      | Non qualificata      | Non qualificata      | 9ª   |

## Tennis
Singolare
| Atleta                 | Evento              | 32-esimi                     | 16-esimi                | Ottavi               | Quarti               | Semifinali           | Finale               | Pos. |
| Atleta                 | Evento              | Avversario Punteggio         | Avversario Punteggio    | Avversario Punteggio | Avversario Punteggio | Avversario Punteggio | Avversario Punteggio | Pos. |
| ---------------------- | ------------------- | ---------------------------- | ----------------------- | -------------------- | -------------------- | -------------------- | -------------------- | ---- |
| Félix Auger-Aliassime  | Singolare maschile  | Purcell P (4–6, 6–7(2-7))    | Non qualificato         | Non qualificato      | Non qualificato      | Non qualificato      | Non qualificato      | 33º  |
| Leylah Annie Fernandez | Singolare femminile | Yastremska V (6–3, 3–6, 6–0) | Krejčíková P (2–6, 4–6) | Non qualificata      | Non qualificata      | Non qualificata      | Non qualificata      | 17ª  |

Doppio
| Atleta                                   | Evento           | 16-esimi                            | Ottavi                           | Quarti               | Semifinali           | Finale / FB          | Pos. |
| Atleta                                   | Evento           | Avversario Punteggio                | Avversario Punteggio             | Avversario Punteggio | Avversario Punteggio | Avversario Punteggio | Pos. |
| ---------------------------------------- | ---------------- | ----------------------------------- | -------------------------------- | -------------------- | -------------------- | -------------------- | ---- |
| Gabriela Dabrowski Sharon Fichman        | Doppio femminile | Pigossi / Stefani P (6–7(3–7), 4–6) | Non qualificate                  | Non qualificate      | Non qualificate      | Non qualificate      | 17ª  |
| Gabriela Dabrowski Félix Auger-Aliassime | Doppio misto     | N.D.                                | Sakkari / Tsitsipas P (3–6, 4–6) | Non qualificati      | Non qualificati      | Non qualificati      | 9ª   |

## Tennistavolo
| Atleta               | Evento            | Preliminari          | Round 1              | Round 2              | Round 3              | Ottavi               | Quarti               | Semifinali           | Finale               | Pos. |
| Atleta               | Evento            | Avversario Punteggio | Avversario Punteggio | Avversario Punteggio | Avversario Punteggio | Avversario Punteggio | Avversario Punteggio | Avversario Punteggio | Avversario Punteggio | Pos. |
| -------------------- | ----------------- | -------------------- | -------------------- | -------------------- | -------------------- | -------------------- | -------------------- | -------------------- | -------------------- | ---- |
| Jeremy Hazin         | Singolo maschile  | Bye                  | Tokić P 0–4          | Non qualificato      | Non qualificato      | Non qualificato      | Non qualificato      | Non qualificato      | Non qualificato      | 49º  |
| Zhang Mo             | Singolo femminile | Bye                  | Bye                  | Noskova V 4–3        | Solja V 4–3          | Chen M P 1-4         | Non qualificata      | Non qualificata      | Non qualificata      | 9ª   |
| Eugene Wang Zhang Mo | Doppio misto      | N.D.                 | N.D.                 | N.D.                 | N.D.                 | Xu X / Liu Sw P 1-4  | Non qualificati      | Non qualificati      | Non qualificati      | 9ª   |

## Tiro a segno/volo
| Atleta       | Evento                                | Qualificazione | Qualificazione | Finale          | Finale          |
| Atleta       | Evento                                | Punteggio      | Classifica     | Punteggio       | Classifica      |
| ------------ | ------------------------------------- | -------------- | -------------- | --------------- | --------------- |
| Lynda Kiejko | Pistola 10 m aria compressa femminile | 558–9x         | 47ª            | Non qualificata | Non qualificata |
| Lynda Kiejko | Pistola 25 m femminile                | 564–13x        | 42ª            | Non qualificata | Non qualificata |

## Tiro con l'arco
| Atleta                           | Evento                | Classificazione | Classificazione | 32-esimi             | 16-esimi             | Ottavi               | Quarti               | Semifinali           | Finale / FB          | Pos. |
| Atleta                           | Evento                | Punteggio       | Pos.            | Avversario Punteggio | Avversario Punteggio | Avversario Punteggio | Avversario Punteggio | Avversario Punteggio | Avversario Punteggio | Pos. |
| -------------------------------- | --------------------- | --------------- | --------------- | -------------------- | -------------------- | -------------------- | -------------------- | -------------------- | -------------------- | ---- |
| Crispin Duenas                   | Individuale maschile  | 665             | 16º Q           | Olaru V 6–0          | Shana V 6–4          | Kahllund P 2-6       | Non qualificato      | Non qualificato      | Non qualificato      | 9º   |
| Stephanie Barrett                | Individuale femminile | 630             | 46ª Q           | Anagöz P 2-6         | Non qualificata      | Non qualificata      | Non qualificata      | Non qualificata      | Non qualificata      | 33ª  |
| Crispin Duenas Stephanie Barrett | Squadra mista         | 1295            | 17ª             | N.D.                 | N.D.                 | Non qualificati      | Non qualificati      | Non qualificati      | Non qualificati      | 17ª  |

## Triathlon
| Atleta           | Evento                | Nuoto  | T1    | Ciclismo | T2   | Corsa  | Totale  | Classifica |
| ---------------- | --------------------- | ------ | ----- | -------- | ---- | ------ | ------- | ---------- |
| Tyler Mislawchuk | Individuale maschile  | 17'50" | 0"39  | 56'35"   | 0"29 | 30'55" | 1'46"28 | 15º        |
| Matthew Sharpe   | Individuale maschile  | 18'35" | 0"39  | 56'31"   | 0"34 | 41'50" | 1'57"32 | 49º        |
| Joanna Brown     | Individuale femminile | 19'15" | 0'42" | LAP      | LAP  | LAP    | LAP     | LAP        |
| Amélie Kretz     | Individuale femminile | 19'39" | 0"44  | 1'04"56  | 0"33 | 34'41" | 2'00"33 | 15ª        |

## Tuffi
Uomini
| Atleta                                 | Evento                  | Preliminari | Preliminari | Semifinale      | Semifinale      | Finale          | Finale          |
| Atleta                                 | Evento                  | Punti       | Classifica  | Punti           | Classifica      | Punti           | Classifica      |
| -------------------------------------- | ----------------------- | ----------- | ----------- | --------------- | --------------- | --------------- | --------------- |
| Cédric Fofana                          | Trampolino 3 m          | 225,35      | 29º         | Non qualificato | Non qualificato | Non qualificato | Non qualificato |
| Rylan Wiens                            | Piattaforma 10 m        | 366,70      | 19º         | Non qualificato | Non qualificato | Non qualificato | Non qualificato |
| Jordan Windle                          | Piattaforma 10 m        | 443,85      | 5º Q        | 397,85          | 13º             | Non qualificato | Non qualificato |
| Vincent Riendeau Nathan Zsombor-Murray | Piattaforma 10 m sincro | N.D.        | N.D.        | N.D.            | N.D.            | 405,00          | 5ª              |

Donne
| Atleta                                 | Evento                  | Preliminari | Preliminari | Semifinale      | Semifinale      | Finale          | Finale          |
| Atleta                                 | Evento                  | Punti       | Classifica  | Punti           | Classifica      | Punti           | Classifica      |
| -------------------------------------- | ----------------------- | ----------- | ----------- | --------------- | --------------- | --------------- | --------------- |
| Jennifer Abel                          | Trampolino 3 m          | 332,40      | 3ª Q        | 341,40          | 3ª Q            | 297,45          | 8ª              |
| Pamela Ware                            | Trampolino 3 m          | 330,10      | 4ª Q        | 245,10          | 18ª             | Non qualificata | Non qualificata |
| Meaghan Benfeito                       | Piattaforma 10 m        | 331,85      | 5ª Q        | 296,40          | 13ª             | Non qualificata | Non qualificata |
| Celina Toth                            | Piattaforma 10 m        | 261,40      | 23ª         | Non qualificata | Non qualificata | Non qualificata | Non qualificata |
| Jennifer Abel Mélissa Citrini-Beaulieu | Trampolino 3 m sincro   | N.D.        | N.D.        | N.D.            | N.D.            | 300,78          |                 |
| Meaghan Benfeito Caeli McKay           | Piattaforma 10 m sincro | N.D.        | N.D.        | N.D.            | N.D.            | 299,16          | 4ª              |

## Vela
| Atleta                           | Evento           | Regata | Regata | Regata | Regata | Regata | Regata | Regata | Regata | Regata | Regata | Regata | Regata | Regata | Punteggio Totale | Punteggio Netto | Classifica |
| Atleta                           | Evento           | 1      | 2      | 3      | 4      | 5      | 6      | 7      | 8      | 9      | 10     | 11     | 12     | M      | Punteggio Totale | Punteggio Netto | Classifica |
| -------------------------------- | ---------------- | ------ | ------ | ------ | ------ | ------ | ------ | ------ | ------ | ------ | ------ | ------ | ------ | ------ | ---------------- | --------------- | ---------- |
| Nikola Girke                     | RS:X femminile   | 25     | 23     | 22     | 24     | 21     | 20     | 23     | 23     | 22     | 25     | 21     | 20     | EL     | 269              | 244             | 23ª        |
| Sarah Douglas                    | Laser femminile  | 18     | 4      | 4      | 26     | 8      | 24     | 13     | 5      | 4      | 2      | N.D.   | N.D.   | 9      | 126              | 100             | 6ª         |
| Tom Ramshaw                      | Finn maschile    | 13     | 7      | 11     | 14     | 10     | 13     | 2      | 9      | 13     | 2      | N.D.   | N.D.   | 7      | 108              | 94              | 10º        |
| Oliver Bone Jacob Saunders       | 470 maschile     | 12     | 17     | 16     | 16     | 7      | 15     | 16     | 12     | 17     | 14     | N.D.   | N.D.   | EL     | 142              | 125             | 17ª        |
| Evan DePaul William Jones        | 49er maschile    | 19     | 19     | 20     | 16     | 16     | 12     | 18     | 17     | 12     | 13     | 18     | 19     | EL     | 199              | 179             | 19ª        |
| Mariah Millen Alexandra Ten Hove | 49erFX femminile | 18     | 7      | 15     | 16     | 15     | 15     | 10     | 12     | 4      | 13     | 16     | 17     | EL     | 156              | 138             | 16ª        |